# Nicola Cotecchia
Nicola Cotecchia (Calvi Risorta, 7 giugno 1914 – 3 marzo 2001) è stato un politico e funzionario italiano.

## Biografia
Aderì ai GUF. Nel 1938 fu segretario del Fascio dell'Agro caleno. Laureato in giurisprudenza, entrò come ufficiale nel Corpo delle guardie di pubblica sicurezza. Dopo l'8 settembre 1943 fece parte dell'Ispettorato Speciale di Pubblica Sicurezza per la Venezia Giulia della RSI.
Nel dopoguerra, fu sospeso dal servizio per l'adesione alla RSI ma poi, assolto, rientrò in Polizia, fino a divenire vice questore.
Fu eletto nel 1972 deputato nella VI legislatura. in cui presentò 66 progetti di legge nelle file del Movimento Sociale Italiano, il partito guidato da Giorgio Almirante, fino al 1976.